# Backhoppning vid olympiska vinterspelen 1984
Backhoppning vid olympiska vinterspelen 1984 i Sarajevo, Bosnien och Hercegovina, Jugoslavien.

## Medaljörer
| Gren                     | Guld                         | Silver                       | Brons                        |
| Normalbacken Detaljer... | Östtyskland · Jens Weissflog | Finland · Matti Nykänen      | Finland · Jari Puikkonen     |
| Stora backen Detaljer... | Finland · Matti Nykänen      | Östtyskland · Jens Weissflog | Tjeckoslovakien · Pavel Ploc |

## Medaljtabell
| Pl. | Nation          | Guld | Silver | Brons | Totalt |
| --- | --------------- | ---- | ------ | ----- | ------ |
| 1   | Finland         | 1    | 1      | 1     | 3      |
| 2   | Östtyskland     | 1    | 1      | 0     | 2      |
| 3   | Tjeckoslovakien | 0    | 0      | 1     | 1      |

## Herrar

### Normalbacke
Tävlingen hölls vid "Malo Polje, Igman" med en K-punkt på 90 meter.
- 12 februari 1984

| Medalj | Deltagare               | Poäng |
| ------ | ----------------------- | ----- |
| Guld   | Jens Weissflog (GDR)    | 215,2 |
| Silver | Matti Nykänen (FIN)     | 214,0 |
| Brons  | Jari Puikkonen (FIN)    | 212,8 |
| 4      | Stefan Stannarius (GDR) | 211,1 |
| 5      | Rolf Åge Berg (NOR)     | 208,5 |
| 6      | Andreas Felder (AUT)    | 205,6 |
| 7      | Piotr Fijas (POL)       | 204,5 |
| 8      | Vegard Opaas (NOR)      | 203,8 |
| 9      | Jeff Hastings (USA)     | 203,5 |
| 10     | Jiří Parma (TCH)        | 202,7 |

### Stor backe
Tävlingen hölls vid "Malo Polje, Igman" med en K-punkt på 112 meter.
- 18 februari 1984

| Medalj | Deltagare               | Poäng |
| ------ | ----------------------- | ----- |
| Guld   | Matti Nykänen (FIN)     | 231,2 |
| Silver | Jens Weissflog (GDR)    | 213,7 |
| Brons  | Pavel Ploc (TCH)        | 202,9 |
| 4      | Jeff Hastings (USA)     | 201,2 |
| 5      | Jari Puikkonen (FIN)    | 196,6 |
| 6      | Armin Kogler (AUT)      | 195,6 |
| 7      | Andreas Bauer (FRG)     | 194,6 |
| 8      | Vladimír Podzimek (TCH) | 194,5 |
| 9      | Stefan Stannarius (GDR) | 188,6 |
| 10     | Horst Bulau (CAN)       | 188,3 |